# Црни петак (куповина)
Црни петак (енгл. Black Friday) је назив за петак после Дана захвалности у Сједињеним Америчким Државама, који се прославља четвртог четвртка у новембру. Дан након Дана захвалности сматра се почетком сезоне божићне куповине у САД од 1952. Многе продавнице нуде распродаје по сниженим ценама и често се отварају рано, понекад већ у поноћ или чак на Дан захвалности. Поједине продавнице настављају распродаје до понедељка („сајбер-понедељак”).

## Историја
Многе продавнице нуде високо промовисану распродају на Црни петак и отварају се врло рано, поједине чак у поноћ, док поједине распродају почињу и на Дан захвалности. Црни петак није званични празник, али Калифорнија и поједине државе сматрају „Дан после Дана захвалности” као празник државних службеника, понекад уместо другог савезног празника, као што је Колумбов дан. Многи запосленици у малопродаји и школама имају слободан дан за Дан захвалности и наредни дан, што заједно са предстојећим викендом чини четвородневни одмор, чиме се повећава број могућих купаца.
Црни петак је рутински најпрометнији дан за куповину током године у САД од 2005, иако су новински извештаји, који су у то време били нетачни, описивали га као најпрометнији дан за куповину током године за много дужи временски период. Сличне приче избијају из године у годину у то време, приказујући хистерију и недостатак залиха, стварајући стање позитивне повратне спреге.
Године 2014. обим потрошње на Црни петак опао је по први пут од финансијске кризе 2007. Током четвородневног викенда потрошено је 50,9 милијарди америчких долара, што је пад од 11% у односу на претходну годину. Међутим, привреда САД није била у финансијској кризи. Ране божићне распродаје су се показале као снажан фактор који је утицао на смањење важности Црног петка, а многи трговци сада промовишу своје распродаје током целог новембра и децембра, уместо да их одреде на један дан куповине или викенд.
Најранији доказ о употреби фразе Црни петак која се односила на дан после Дана захвалности у смислу куповине указују да је израз настао у Филаделфији, где је коришћен за описивање тешког и реметилачког пешачког и моторног саобраћаја који се одвија после Дана захвалности. Ово значење датира из најмање 1961. Више од двадесет година касније, како је фраза постала распрострањенија, популарно објашњење било је да овај дан представља тачку у години када трговци на мало почну зарађивати, прелазећи из „црвеног” у „црно”.
Дуги низ година било је уобичајено да се радње отварају у шест часова, али у касним 2000-им многи су прешли на четири или пет часова. То је довело до нове крајности 2011, када се неколико радњи по први пут отворило у поноћ. Године 2012. Walmart и неколико других малопродајних објеката је најавило да ће своје радње отворити у 20 часова на Дан захвалности, због чега су поједини радници ступили у штрајк. Три државе — Роуд Ајленд, Мејн и Масачусетс — забраниле су отварање великих супермаркета и робих кућа на Дан захвалности, због онога што критичари називају плавим законима. Забрана Масачусетса на присиљавање запослених да раде на велике празнике није дио религијског „плавог закона” него државног закона о заједничком дану одмора. Предлог закона о дозволи отварања радњи на Дан захвалности био је тема јавна расправе 8. јула 2017.